# Кершево
Кершево — деревня в Большесельском сельском поселении Большесельского района Ярославской области.

## Население
По данным статистического сборника «Сельские населенные пункты Ярославской области на 1 января 2007 года», в деревне Кершево не числится постоянных жителей. По топокарте на 1981 год в деревне проживало 0,02 тыс. человек.

## География
Деревня расположена в западной части района. Она стоит на правом западном берегу небольшой речки Кершевка при её впадении справа в реку Юхоть. Койки в её нижнем течении. В деревне Кершевку пересекает автомобильная дорогой, следующей из Большого Села на запад к федеральной автомобильной трассе Р104. Ниже Кершево по течению Юхоти также на дороге стоит деревня Чаново, а выше Новое село. С юга на противоположном берегу Юхоти стоит деревня Зайково, в которую через Юхоть ведёт мост.